# 黒塚 KUROZUKA
『黒塚 KUROZUKA』（くろづか）は、夢枕獏による伝奇SF小説。後に野口賢により漫画化（コミカライズ）され、2008年にはその漫画を原典としたテレビアニメが放送された。

## 概要
もともと、舞台関係者から能の「黒塚」を現代風にした台本を頼まれたものがいつのまにか小説化し、2、3回で終わる予定が結局4年の長期連載となってしまった。「黒塚」とは福島県二本松市の安達ヶ原にある鬼婆伝説を下敷きにした能の演目の一つである。同じ「黒塚」を原作にしたものに手塚治虫の『安達が原』がある。

## 登場人物
※登場人物名シタの声：（人物名）はテレビアニメ版における声の出演者。各キャラクターは小説、コミック、アニメで設定が大きく異なる点がある。

### 主要人物
クロウ/源九郎/九朗坊
声 - 宮野真守
本編の主人公。本名は「源義経」。源頼朝が放った追っ手から逃亡する際に黒蜜と出会い、吸血鬼となる。しかし、完全に吸血鬼になる前に弁慶に裏切られ首を刎ねられたため、不完全体として百年もすれば体が老化し、新しい身体に取替えなければならない。そのためか、体を取り替えるたびに全ての記憶を喪失してしまい、全ての記憶が蘇るのは首だけの状態のみである。元々優れた剣術の持ち主であったが、吸血鬼となった事で高い身体能力や優れた嗅覚を獲得している。
黒蜜（くろみつ）
声 - 朴璐美
本編のヒロイン。「魂蜜」「蜜夜」とも名乗った。非常に美しい女で、遠い過去から吸血鬼として生き続けて人を襲って、その血を生きる糧としてきた。その不老不死の謎を暴こうと絶えずある集団から追われており、その年数は数百年にも及ぶ。

### 赤帝軍
大和坊
声 - 中田譲治
九朗のお供として一緒に行動している大男。本名は「武蔵坊弁慶」。九朗を慕っていたが、黒蜜に恋慕して九朗を裏切り、鎌倉政府に寝返った。首を刎ねる際、誤って九朗の血を口に含んでしまい、永遠に身体が老い続けるにも関わらず死ぬ事が出来ないという、不完全な不老不死を手に入れてしまう。大破壊後の世界では「赤帝」と名乗って関西を支配するとともに、自らの正体を隠してクロウの支援をしていた。かつての日本では「水元六蔵」と名乗って鉄鋼会社を経営するとともに、自衛隊に様々な技術支援を行っていたとされている。
アニメ版では、九朗への裏切りを機に黒蜜を追っていた組織に入り、後に赤帝軍の長となっているようだ。その際、何故か明治時代に黒蜜達を襲った男と同一人物であるような描写がされている。
ライ
声 - 桑島法子
クロウの監視のため、赤帝に雇われている。三十代前半で、アルマーニの上着を着ている。コミック版では単なる人間ではなく、体内に加速装置を埋め込んでおり、人間の何倍ものスピードで動く事が出来る。白王軍に捕われたクロウを助けようとして捕まり、その前にライの血を飲んでいた彼の血を輸血され、吸血鬼の一員となる。しかし、不死を欲するトンバ率いる暴徒に襲われてしまい……。
アニメ版では設定が大きく異なり、赤帝とは関わりがなく、最初から埴輪の一員となっている。情報を集めるために娼婦として働いていたようだ。
嵐山（あらしやま）
声 - 三木眞一郎
赤帝軍の一員で、原作、コミックには登場しない。正体は人間からは掛け離れた姿をしている。ナチス・ドイツの親衛隊のような格好をした長身の男。地面から金属の触手のようなものを伸ばして攻撃する。兵を率いて人狩りを行い、捕まえた人間は長谷川の実験材料にされていた。クロウと戦って敗れたが、首を切り落とされてもクロウを攻撃しようとした。
車僧
声 - 銀河万丈
赤帝軍の一員で、原作、コミックには登場しない。亀の甲羅を背負った老人の姿をしている。歌を詠むように禅問答をしてくる独特な言い回しが特徴で、催眠術に近い能力を持っている。赤帝の城に突入したクロウに「死んでいるのか、生きているのか」と催眠をかけようとしたがクロウには通じず敗北する。
花月
声 - 山像かおり
赤帝軍の一員で、原作、コミックには登場しない。若い女の姿をしており、木や蔦を操って人を殺す術を使う。沙仁輪との戦いに勝利したものの、クロウによって致命傷を負わされ、黒蜜に首を折られる。

### 埴輪
居座魚（いざな）
声 - 井上和彦
大破壊後の日本で武器密売を取り仕切る組織『埴輪』を率いる『埴輪王』の一人。両脚より下を生まれ付き持たない薄汚れた老人で、電動の車椅子のような乗り物に乗った乞食としてクロウに近付いた。不死の秘密には興味がなく、黒蜜に対して強い憧憬の念を抱いている。
アニメ版で大きく設定が変えられ、見た目も若くなっている。大破壊後の世界で目覚めたクロウから、黒蜜を奪っていった内の一人だった。埴輪の本拠地で厳重に保管されていた御稜威（黒蜜の血液）の力に見入られたが、血の力に耐え切れず自滅する。
トンバ
声 - 魚建
埴輪を率いる埴輪王の一人。小柄で痩せた老人で、関東の埴輪を統括していた。ヘリコプターの操縦などもこなせる。黒蜜達のために働いていたが、終盤で不老不死に魅せられたのか、暴徒を率いて赤帝の城を襲撃する。
アニメ版では神楽の長であり、花月によって殺害される。絵の心得があったらしく、酒槽にも彼の絵が置かれていた。
沙仁輪
声 - 藤田淑子
埴輪を率いる埴輪王の一人。黒い和服を着た老女の姿をしている。クロウが抱いている黒蜜への思いを明確にしてやるなど、様々な行動を取っていたが、実は黒蜜の老化した姿であり、赤帝と同じく正体を偽っていたのだった。
アニメ版では神楽の出身で、花弁を使う特殊な力を持っていた。しかし、花月との戦いに敗北し、黒蜜の腕の中で息を引き取った。
歌留多（かるた）
声 - 藤原啓治
埴輪の一員。ロングコートにスーツ姿という、古いアメリカの刑事ドラマの主役のような風体をしている。しかし、その正体は白王軍のスパイであり、沙仁輪とトンバを捕まえるために白王軍を埴輪の本拠地に入れてしまう。コミック版ではライと同じくただの人間ではなく、長年の戦闘で身体の殆どを義肢に変えている。
アニメでは最初から埴輪の一員で、強い仲間を求めている内にクロウと出会う。以降、クロウと行動を共にして生き残っている。しかし、その後赤帝の城に突入する際、腹部にけがをし、そのまま息絶えた。
久遠（くおん）
声 - 入野自由
埴輪の一員。顔を布で隠しており、人を雇ってクロウを襲わせた。クロウ達が白王軍に捕まった際にライと共に潜入し、沙仁輪を救出している。実は黒蜜が作ったもう一人の吸血鬼で、その首から下は不完全なクロウのために使われる筈だった。大和坊と同じく、黒蜜に強く惹かれ、そのためにクロウを憎んでいた。
アニメでは赤帝軍によって誕生したクロウのクローン。顔を隠している訳ではなく、ライや歌留多とも面識があった。また、原作ではクロウと同じく日本刀を使っていたが、こちらでは拳銃を使っている。普段は無口だが、赤帝城突入前に、歌留多が子供の頃好きだったアニメの話をしたときに、素早く食いつくという、意外な一面も見せた。

### 白王軍
白王
関東全域を支配する白王軍の長で、大破壊後の日本で自衛隊を指揮していた白井という男の子孫である（現在の白王は三代目）。人を喰うという噂がある。クロウや黒蜜の持つ不老不死の秘密を強く求めており、そのために埴輪を襲撃させた。クロウ達が脱出する際に人質となって東北に連れ去られたが、沙仁輪が黒蜜の姿を取り戻すために血を吸われて殺された。
コミック版では大きく設定が異なり、外見はクロウと同じぐらい若い。本来の名前は「イサム」といい、これは原作で歌留多と同じく埴輪の一員にして白王軍のスパイだった男と同じ名前である。クロウに匹敵する超人的な力と様々な超能力を持つが、実は彼の遺伝子から再生されたクローンで、二十年の寿命を設定されている。先代白王の子供として名を引き継ぎ、自らの力を背景に暴君として君臨していた。二度も首を落とされたが、吸血鬼の力によって蘇生している。
長谷川
声 - 大川透
白王の部下。医者としてクロウの検査を行った。原作、コミック、アニメで外見が全て異なっている。
コミック版ではライと同じく体内に加速装置が備わっていたが、白王を殺そうとして返り討ちにあった。
アニメでは逆に赤帝軍の一員で、捕まえた人間を使い捨てに実験を行っている。嵐山、車僧、花月はその実験の過程で生み出された模様。

### コミック版のみ登場
タツヤ
コミック版のみの登場人物で、原作、アニメには登場しない。白王と同じくクロウのクローンで、腕から刃を生やして攻撃する他、テレポートの超能力も持っている。白王の候補であったが、これを拒否して隠匿していた。既に二十年の寿命が尽き掛けており、薬を飲んで抑えていた。シェラをイサムに託し、そのまま消滅する。
シェラ
コミック版のみの登場人物で、原作、アニメには登場しない。幼い少女の姿をしており、タツヤと共に白王軍から逃れていた。黒蜜のクローンで、非常に強い超能力を持っているが、身体はそれほど強くない。彼女達吸血鬼のクローンは、オリジナルに会う事で寿命を延ばす事が出来ると考えていた。赤帝軍が崩壊した後、蘇生した白王（イサム）と共に黒蜜を追う旅に出た。
水元六蔵
コミック版のみの登場人物で、原作、アニメには登場しない。赤帝と瓜二つの外見をしており、凄まじい膂力を備えている。白王と交渉するために城へ乗り込んだ。水元六蔵とは赤帝が大破壊前に名乗っていた名であり、白王も赤帝だと思っていたが、実は赤帝のクローンであった。

### その他
車椅子の老人
声 - 松山タカシ
車僧の暗示で登場した男で、実在の人物ではない。姿形はコミック版で設定された居座魚のそれが流用されている。
黒づくめの男
声 - 滝口順平
コミック、アニメに登場した。空襲に襲われた東京で隠れていたクロウと黒蜜を追い掛けた。一見して肥満体だが、身体に鉄を埋め込んでおり、銃弾程度なら弾き返す事が出来た。覚醒したクロウに殺される。

## コミック
2002年から2006年まで『KUROZUKA-黒塚-』のタイトルで集英社オースーパージャンプにて連載。

## テレビアニメ
2008年10月から12月までアニマックス、BS11にて放送された。キャラクターのデザインは一部コミック版に準拠しているが、ストーリーや設定は大きく異なっている。

### スタッフ
- 監督 - 荒木哲郎
- シリーズ構成 - 藤岡美暢、白土勉、荒木哲郎
- キャラクターデザイン・総作画監督 - 筱雅律
- 美術監督 - 高橋和博
- 美術設定 - 末武康光
- 色彩設計 - 橋本賢
- 撮影監督 - 高橋賢司
- 編集 - 肥田文
- 音響監督 - たなかかずや
- 音楽 - 吉田潔
- プロデューサー - 森島太朗
- アニメーションプロデューサー - 橋本健太郎
- アニメーション制作 - マッドハウス
- 製作 - ソニー・ピクチャーズ エンタテインメント

### 主題歌
オープニングテーマ
「SYSTEMATIC PEOPLE（featuringマキシマムザ亮君（マキシマム ザ ホルモン））」（アルバム『HAKAI』収録）
作詞・作曲 - KYONO / 歌 - WAGDUG FUTURISTIC UNITY
エンディングテーマ
「ハナレバナレ」（ミニアルバム『共鳴』収録）
作詞・作曲・歌 - シギ

### 各話リスト
| 話数 | サブタイトル | 脚本     | 絵コンテ | 演出                | 作画監督                                       |
| ---- | ------------ | -------- | -------- | ------------------- | ---------------------------------------------- |
| 1    | 安達原       | 藤岡美暢 | 荒木哲郎 | 平尾みほ            | 高炅楠                                         |
| 2    | 因縁塚       | 梶研吾   | 伊硲清隆 | 熊澤祐嗣            | 清水博明                                       |
| 3    | 明日香       | 白土勉   | 伊藤智彦 | 伊藤智彦            | あべたくじ、村田睦明                           |
| 4    | 埴輪人       | 森川治   | 政木伸一 | 政木伸一            | 佐久間健                                       |
| 5    | 沙仁輪       | 白土勉   | 許平康   | 許平康              | 若野哲也                                       |
| 6    | 御稜威       | 白土勉   | 浜崎博嗣 | おゆなむ 平尾みほ   | 金紀社、高炅楠                                 |
| 7    | 神楽村       | 森川治   | 伊硲清隆 | 小野田雄亮 羽生尚靖 | 清水博明、松岡秀明 島崎克実、津熊健徳 小谷杏子 |
| 8    | 鬼哭蔦       | 梶研吾   | 政木伸一 | 政木伸一            | 佐久間健、仲田美歩                             |
| 9    | 走風火       | 藤岡美暢 | 平尾隆之 | 平尾隆之            | 今村大樹、あべたくじ 村田睦明                  |
| 10   | 幻影城       | 梶研吾   | 笹木信作 | 北川正人            | 山本正文                                       |
| 11   | 戦輪廻       | 梶研吾   | 浜崎博嗣 | 室谷靖              | 若野哲也、宮井加奈 坂本龍典                    |
| 12   | 黒乃塚       | 白土勉   | 荒木哲郎 | 荒木哲郎            | 香月邦夫、今村大樹 高炅楠                      |

### 放送局
| 放送地域 | 放送局       | 放送期間                  | 放送日時                 | 放送系列       | 備考                                            |
| -------- | ------------ | ------------------------- | ------------------------ | -------------- | ----------------------------------------------- |
| 日本全域 | アニマックス | 2008年10月7日 - 12月23日  | 火曜 22時00分 - 22時30分 | CS放送         | 『LEVEL22』→『BLACK ANIMAX』枠 リピート放送あり |
| 日本全域 | BS11         | 2008年10月11日 - 12月27日 | 土曜 23時30分 - 24時00分 | BSデジタル放送 | 『ANIME+』枠                                    |